# Cheiloneurus assamensis
Cheiloneurus assamensis är en stekelart som beskrevs av Singh och Agarwal 1993. Cheiloneurus assamensis ingår i släktet Cheiloneurus och familjen sköldlussteklar. Inga underarter finns listade i Catalogue of Life.